# حديقة جافة

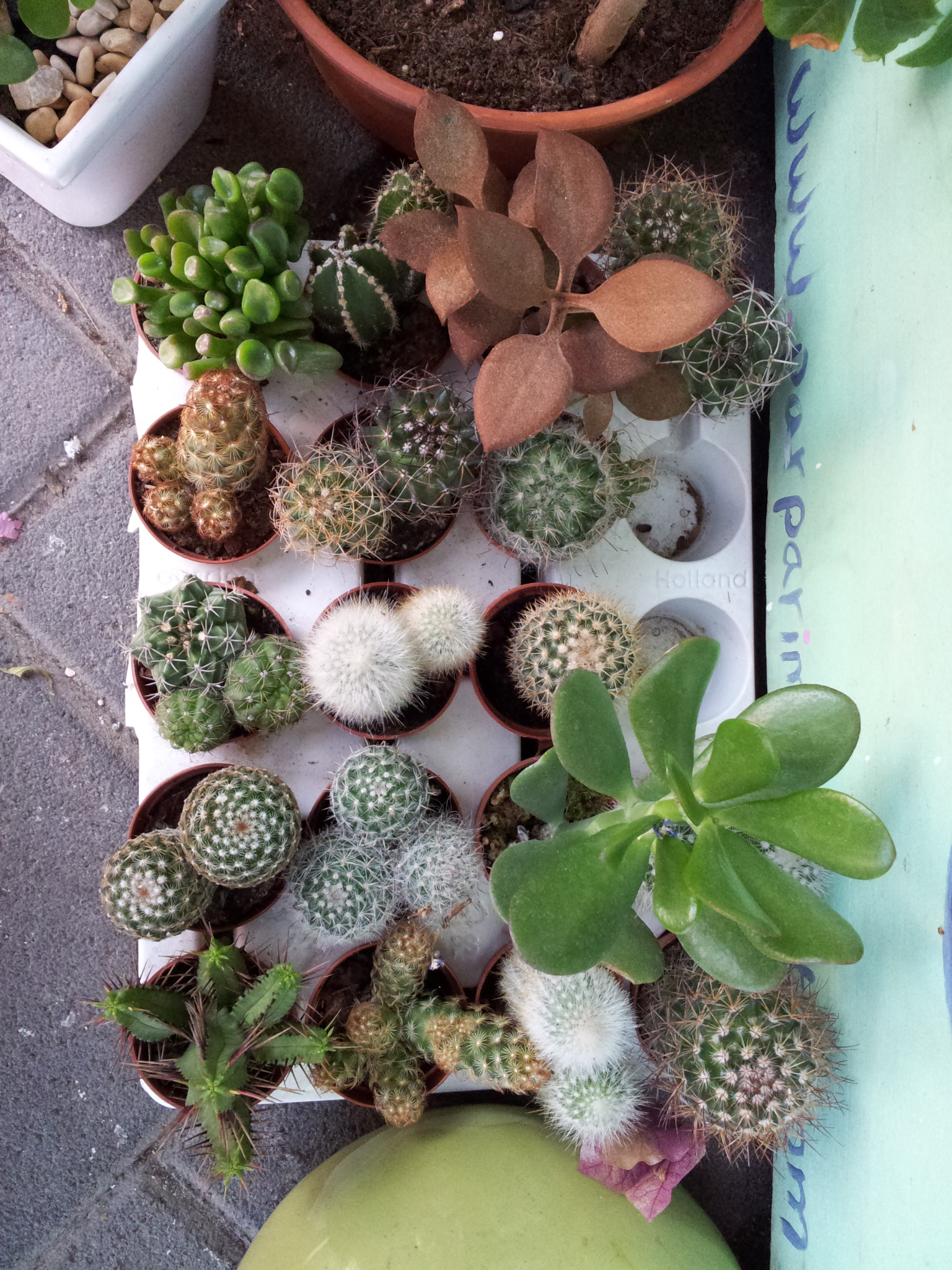
نباتات جافة.

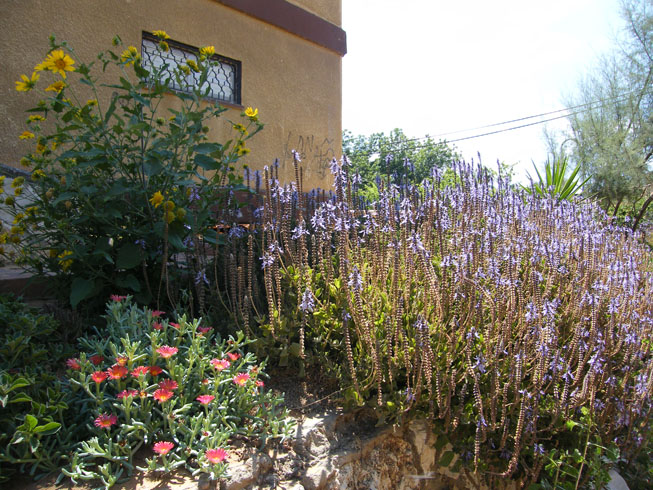
حديقة جافة.

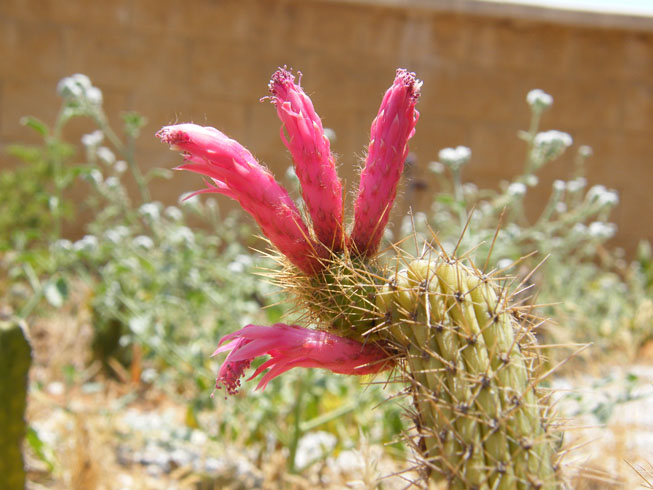
نباتات جافة.

الحدائق الجافة أو البستنة الجافة أو زيريسكيب (بالإنجليزية: Xeriscaping) هو مصطلح يشير إلى تصميم الحدائق بطريقة تقلل أو تلغي الحاجة إلى مياه الري. وهو مُشتق من كلمة (xeros) والتي تعنى باليونانية «جاف». يتم الترويج لهذه النباتات في المناطق التي لا تتوفر فيها مصادر مياه وخاصة ذات الطبيعة الصحراوية التي تجعل التربة تستهلك الكثير من المياه.
وتُعتبر البستنة الجافة نمطا يتعلق بالإستدامة والحفاظ على الموارد حيث تركز على النمط الإسرافي للإنسان في استهلاك المياه. كما يُعتبر تصميم الحدائق الذي يستخدم هذا النمط وسيلة لتقليل استخدام المياه.

## الإيجابيات
- التقليل من استهلاك المياه العذبة أو المستخرجة من الأرض.
- إتاحة مزيد من المياه للاستخدامات المنزلية الأخرى والمجتمع والبيئة.
- وقت وجهد أقل لعمل للصيانة اللازمة وتهذيب الأشجار
- تتمكن نباتات الحدائق الجافة من الاستفادة بشكل كامل من الأمطار المخزنة.
- هي الخيار الأمثل للبقاء على قيد الحياة عند تطبيق قيود على المياه عبر البلدية، في حين أن نباتات الزينة تكون أقل قدرة على التكيف.

## السلبيات
- تُعتبر غير مناسبة لبعض الإستخدامات مثل ملاعب كرة القدم.
- تُعتبر أحيانا غير جميلة لبعض الأشخاص التقليديين.

## وصلات خارجية
- البستنة الجافة
- نباتات جافة ذكية
- نباتات جافة في ولاية تكساس، الولايات المتحدة
- جمعية الأشغال المائية الأمريكية
- H2ouse